# Tweekleurige spitssnavel
De tweekleurige spitssnavel (Conirostrum bicolor) is een zangvogel uit de familie Thraupidae (tangaren).

## Verspreiding en leefgebied
Deze soort telt 2 ondersoorten:
- C. b. bicolor: van Trinidad, Colombia en Venezuela door de Guyana's tot noordelijk en oostelijk Brazilië.
- C. b. minus: het westelijk Amazonebekken.